# سينما إسبانيا
تصوير كلاسيكيات الأدب الإسباني نوع لم تستغله السينما الإسبانية، على الرغم من أنه تم بالفعل تحويل بعض الأعمال الكبرى من الأدب الكلاسيكي الإسباني إلي أفلام في فترة السينما الصامتة.

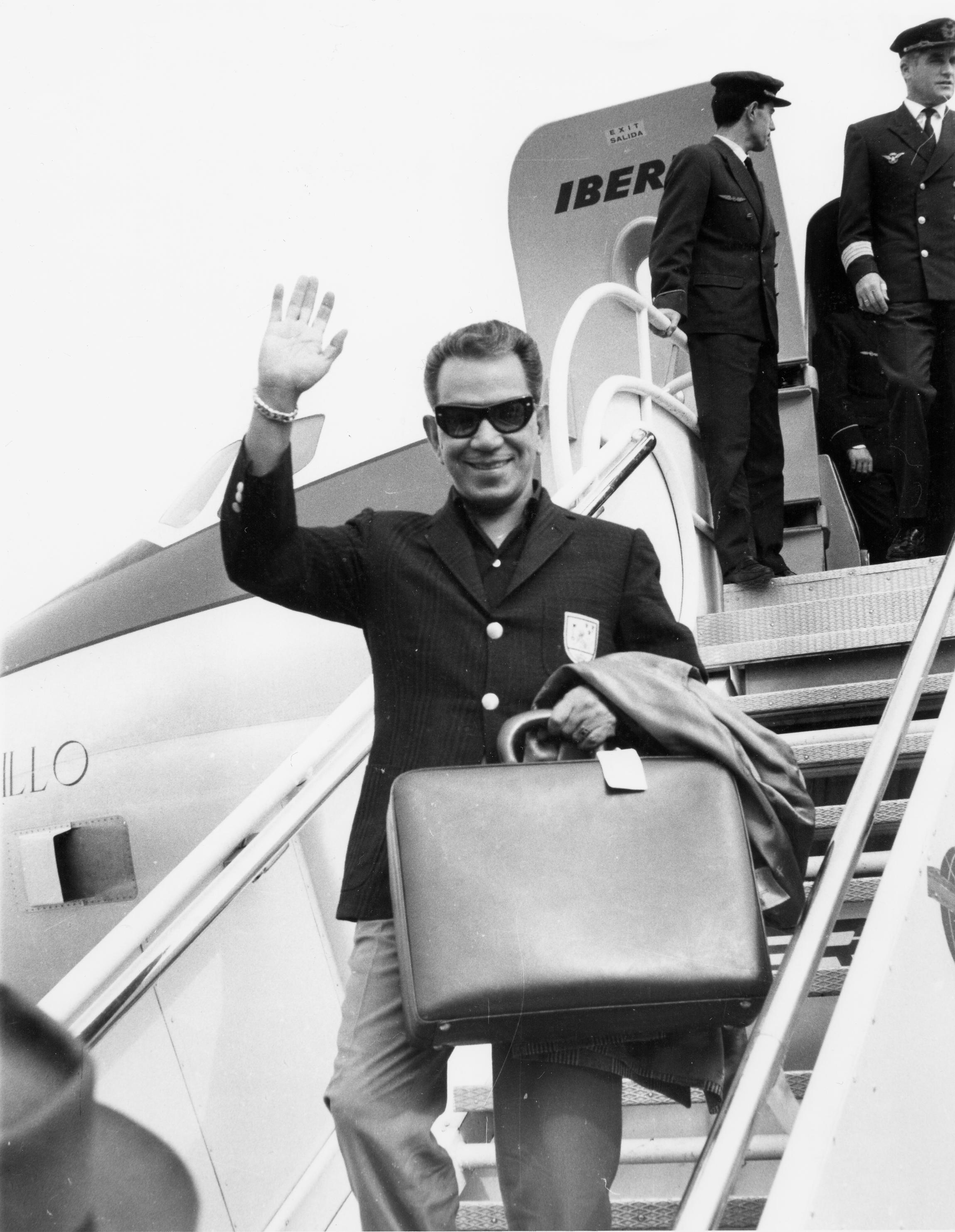
كانتنفلاس

في هذه الفقرة يجب الرجوع إلي المعالجة السينمائية التي تلقتها الرواية المهمة من الأدب باللغة القشتالية دون كيخوت والتي تم عرضها على الشاشة في عدة مناسبات من قِِِبل كلا صناع السينما المحلية والأجنبية، وفي قاعدة بيانات الأفلام المسجلة في وزارة الثقافة الإسبانية النسخة الأقدم هي دون كيخوت لـ نارسيسو كوياس 1908. من البقية يجب ابراز دون كيخوت دي لا مانشا لـ رافاييل جيل 1948 والمحاكاة الساخرة دون كيخوت يركب الخيل من جديد لـ روبيرتو جابالدون 1973، وهو إنتاج مشترك مع المكسيك بطولة الممثل كانتنفلاس، وأيضاً الفارس دون كيخوت لـ مانويل جوتيريس اراجون 2002 والذي يُكمل المسلسل التلفزيوني الذي يحمل نفس الاسم، المسلسل يشمل الجزء الأول من الرواية والفيلم يحكي الجزء الثاني منها، في حين تم تغيير الأبطال لأسباب مختلفة.
رواية أخرى خالدة من الأدب الإسباني وهي لثريو دي تورمس والتي تم قصها بعدة إصدارات سينمائية مختلفة، وكانت الأوفر حظاً هي النسخة التي أخرجها سيسار فيرننديز اردافين 1959 والتي حصلت على جائزة الدب الذهبي في مهرجان برلين السينمائي. وأيضاً يجب ذكر فيلم عام 2000 وعنوانه لثرو دي تورمس من إخراج فيرناندو فيرنان جوميز والذي اضطر إلي تركه في منتصف التصوير لأسباب صحية وتم استبداله بـ خوسيه جارسيا سانشيز.
تعتبر لا ثلستينا من شخصيات الأدب الإسباني التي تحولت إلي عدة إصدارات سينمائية مختلفة، والإصدار الذي حاز على مزيد من اهتمام الجمهور والنقاد هو الذي اخرجه خيرارد بيرا 1996. وكذلك أيضاً ينبغي أن نذكر النسخة التي أخرجها سيسار فيرنانديز اردافين 1969.
حظي عمل دون خوان، الذي غزا العالم بامتياز، بعديد من الاصدارات السينمائية من السينما الإسبانية. كانت النسخة دون خوان دي ثوريا التي أخرجها رينيه كاردونا هي الإصدار الأول في السينما الناطقة، والنسخة التي أخرجها لويس سيسار امادوري هي الأكثر شهرة في عام 1949. أما عن عمل الكاتب المسرحي تيرسو دي مولينا ساحر نساء اشبيليه فالمخرج خوسيه لويس دي هيريديا أخرج منه نسخة سينمائية في عام 1950 باسم دون خوان. وكان دون خوان في الجحيم إصدار متوسع لاسطورة دون خوان مرتكز على عمل الكاتب المسرحي موليير.

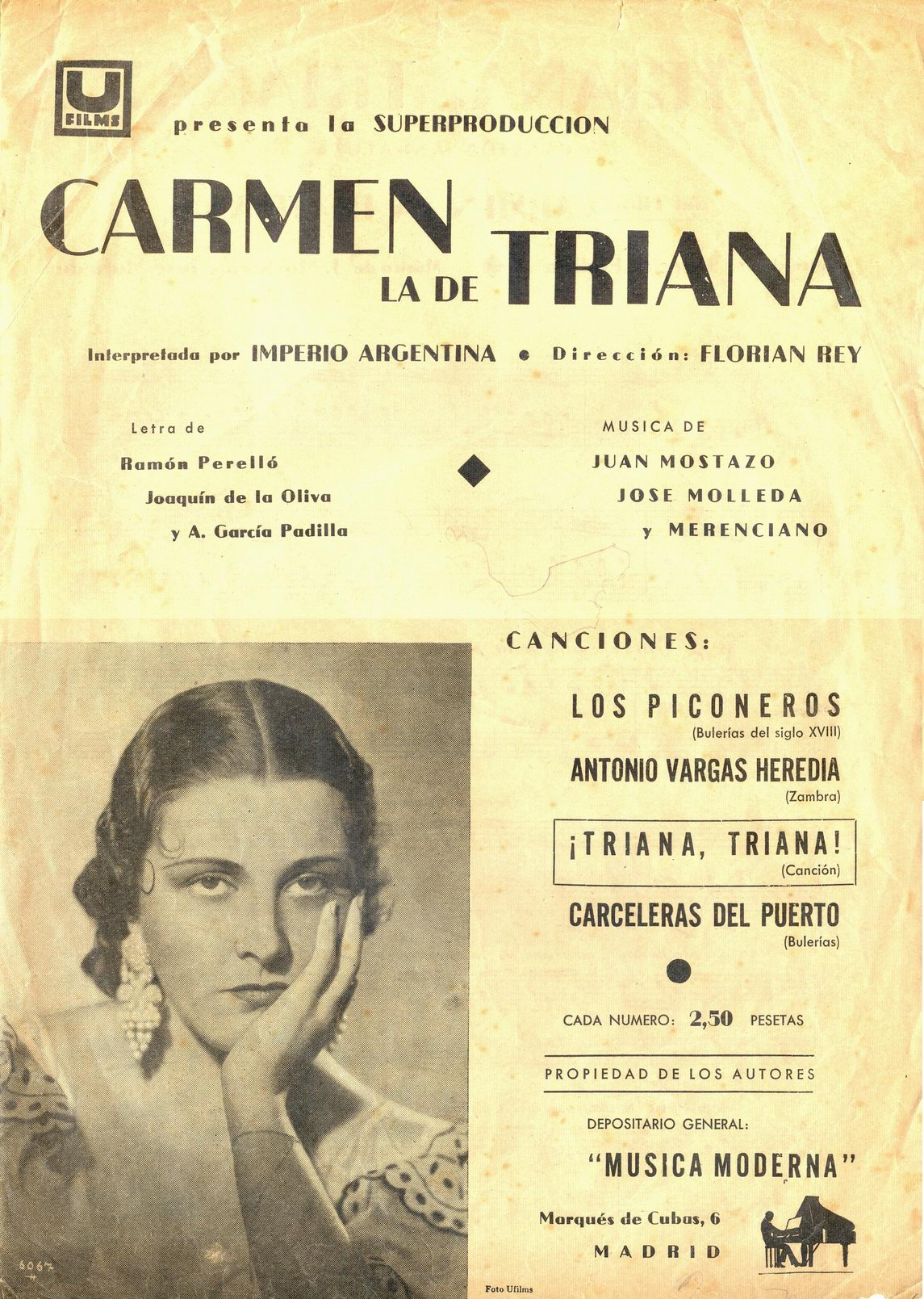
كارمن لا دي تريانا

رغم أن كارمن، عمل الكاتب الفرنسي بروسبر مريميه، لا ينتمي للأدب الإسباني ولكنه تحول إلي عدد جيد من الأفلام في إسبانيا. نسلط الضوء على فيلم المخرج فلوريان راي باسم كارمن لا دي تريانا بطولة نجمة العصر امبريو ارخنتينا في 1938 وتم تصويره في ألمانيا. كما قامت سارة مونتيل، نجمة العصر في اواخر الخمسينيات، ببطولة نسخة سينمائية من كارمن باسم كارمن لا دي روندا. ولكن ربما الأكثر جدلاً في السينما الإسبانية هو فيلم المخرج كارلوس ساورا باسم كارمن عام 1983 بطولة لاورا ديل سول. أيضاً قامت بيث بيجا، واحدة من أهم نجمات بداية القرن الحادي والعشرين، بلعب دور الغجرية المشهورة في فيلم من إخراج بيسنتي اراندا باسم كارمن مجدداً وكان هذا آخر الأفلام عن هذه الشخصية في السينما الإسبانية حتى الآن.
كان للكُتاب المسرحيين من العصر الذهبي الإسباني نصيب من الأعمال التي تم تصويرها، أول عمل للكاتب المسرحي لوبي دي بيجا تم تصويره هو فوينتى اوبيخانا وكان من إخراج انتونيو رومان عام 1947، ويوجد له إصدار لاحق من إنتاج مشترك مع إيطاليا من إخراج خوان جيريرو زامورا 1972. وفي العام التالي تم تصوير عمل أفضل عمدة هو الملك من إخراج رافاييل جيل 1973، ولكن أكثر أعمال لوبي دي بيجا نجاحاً وحصداً للجوائز هو الكلب في المذود من إخراج بيلار ميرو 1995. وكان آخرعمل له تم تصويره هو لا داما بوبا من إخراج مانويل ايبوررا 2006.
تم بالفعل تصوير أعمال بيدرو كالديرون دي لا بركا في السينما الصامتة. ولكن في السينما الناطقة برز اصدارين لعمل عمدة ثلاميا وهما من إخراج جوتيريز مايسو 1954 وماريو كاموس 1973. وحصل عمل الحياة هي حلم على فيلم سينمائي متوسع باسم الأمير المقيد من إخراج لويس لوسيا 1960. وأيضاً تم تصوير عمل جيين دي كاسترو الفضولي الوقح عام 1953.